# Carcellia nudicauda
Carcellia nudicauda là một loài ruồi trong họ Tachinidae.